# Ponera szaboi
Ponera szaboi är en myrart som beskrevs av Wilson 1957. Ponera szaboi ingår i släktet Ponera och familjen myror. Inga underarter finns listade i Catalogue of Life.